# Control de emisiones vehiculares

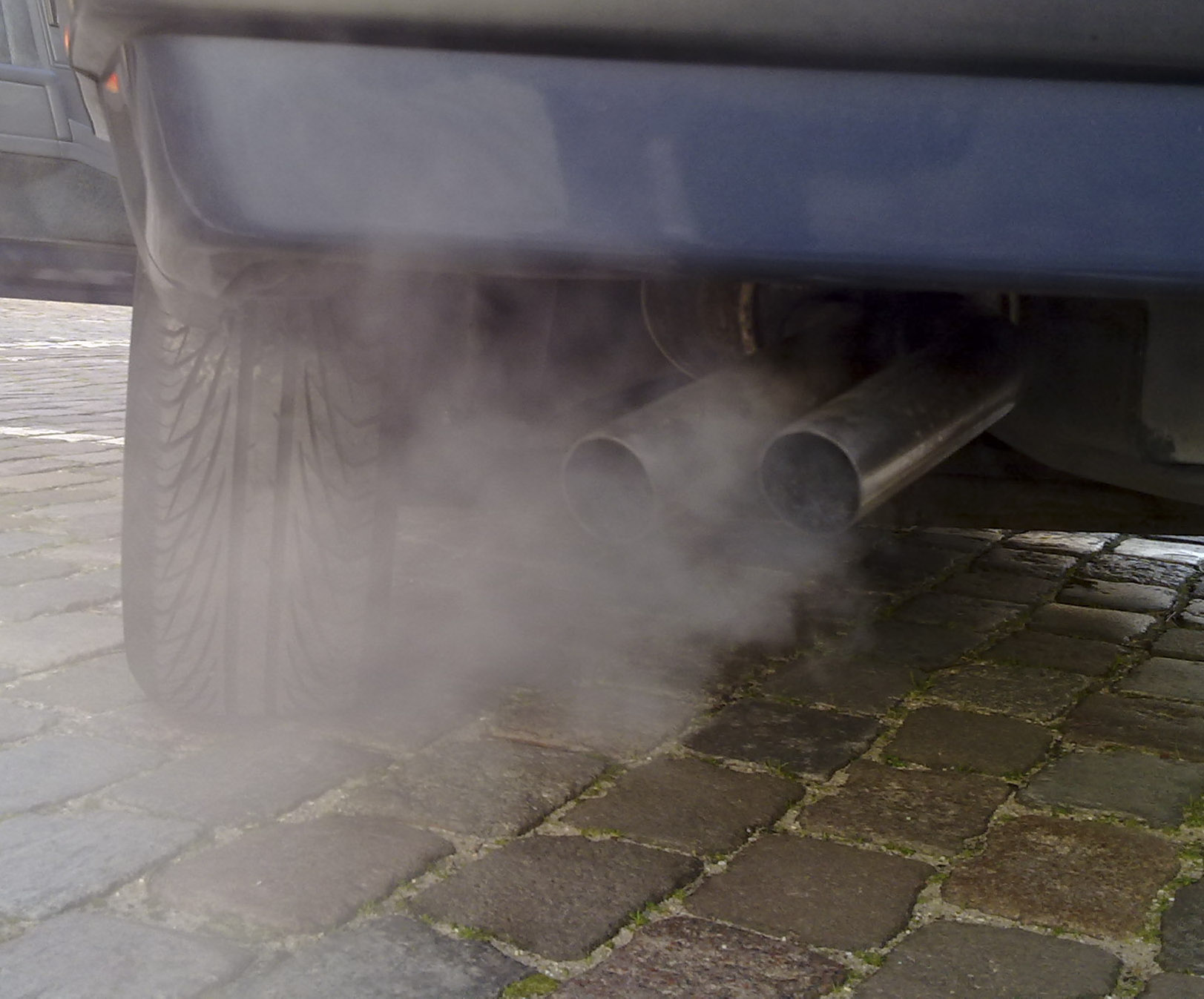
Emisión vehicular.

El término control de emisiones vehiculares o en automóviles se refiere a las tecnologías que se utilizan para reducir las causas de contaminación del aire, producida por los automóviles. Los sistemas de control de emisiones fueron requeridos en todos los modelos producidos para la venta en el estado de California (Estados Unidos) a partir de 1966, y se implementó luego en los demás estados para los modelos fabricados de 1968 en adelante. Su uso se intensificó en las décadas siguientes y hoy es una categoría estándar.
Los controles sobre las emisiones han reducido exitosamente los gases emitidos  por los automóviles en términos de cantidad de contaminantes por distancia recorrida. Sin embargo, el aumento sustancial en las distancias recorridas por cada vehículo, así como el aumento del número de vehículos en circulación, tiene como consecuencia que la disminución total de las emisiones sea cada vez menor.
Las emisiones producidas por un vehículo se clasifican en tres categorías distintas:
1. Emisiones de la tubería de escape: los desechos de la quema de combustibles fósiles en el motor del vehículo son emitidos a través del sistema de escape. Entre los mayores elementos contaminantes están:
  1. Hidrocarburos: son partículas que no reaccionaron en la combustión o lo hicieron parcialmente, y es el mayor contribuyente de lo que se conoce como el smog de las ciudades, reconocido como altamente tóxico para la salud. Pueden causar daños y problemas en el hígado así como cáncer si se está continuamente expuesto a este elemento.
  2. Óxido de nitrógeno (NOx): Son generados cuando el nitrógeno reacciona con el oxígeno del aire bajo las condiciones de alta temperatura y presión que se presentan dentro del motor. Las emisiones de estos óxidos de nitrógeno contribuyen también a la creación del smog, así como a la formación de la lluvia ácida.
  3. Monóxido de carbono (CO): Es un resultado de la combustión incompleta debido a la ineficiencia de estas tecnologías. Uno de los efectos nocivos es que disminuye la capacidad natural de la sangre para cargar oxígeno en las células, lo que conlleva peligrosos riesgos de enfermedad cardíaca.
  4. Dióxido de carbono (CO2): Las emisiones del dióxido de carbono son un aspecto de gran preocupación en el marco del calentamiento global puesto que es un gas que produce efecto invernadero, cada vez más común.
2. Emisiones evaporadas. Son producidas por la evaporación del combustible y constituyen también otro gran factor para la creación del smog urbano, puesto que sus moléculas son de un peso molecular alto y tienden a estar más cerca del nivel del suelo. La gasolina tiende a evaporarse en algunas de estas formas.
  1. Ventilación del tanque de gasolina: El proceso de calentamiento del vehículo y el aumento de temperatura que se produce naturalmente entre las gélidas temperaturas de la noche y las más altas durante el día, hacen que la gasolina contenida en el tanque se evapore, aumentando la presión dentro del mismo para igualar la presión atmosférica. Esta presión debe ser liberada; antes de los controles de emisión de gases, estos gases eran simplemente liberados a la atmósfera.
  2. Pérdidas y fugas: Se trata del escape de los vapores de la gasolina desde el motor caliente.
  3. Pérdidas de recargas: Este aspecto causa especialmente una gran cantidad de emisiones de vapores de hidrocarbono. El espacio desocupado dentro del tanque del vehículo es ocupado por los gases de hidrocarbono; por lo tanto, a medida que el tanque se va llenando de gasolina, estos gases son desplazados y forzados a salir a la atmósfera. Asimismo, hay pérdidas por evaporaciones posteriores.
3. Emisiones del ciclo de vida: Son producidos por todas las actividades asociadas con la manufactura, el mantenimiento y el desecho de un vehículo e incluye objetos como:
  1. Los recursos energéticos usados para la fabricación del vehículo.
  2. Solventes volátiles utilizados en su fabricación (acabados de la pintura del automóvil, etc.).
  3. Descomposición de materiales sintéticos utilizados para reducir el peso y simplificar la manufactura.
  4. Requerimientos de mantenimiento tales como cambio de aceite o filtros, reemplazo de batería, etc.
  5. Requerimientos de desecho, que incluyen lubricantes contaminantes, llantas, metales pesados (plomo, cromo) y basureros.

## Control de las emisiones del sistema de escape automotriz
El control de las emisiones del sistema de escape puede considerarse en tres partes:
1. Incremento de la eficiencia del motor
2. Incremento en la eficiencia del vehículo
3. Limpieza de las emisiones

### Incremento en la eficiencia del motor
La eficiencia del motor ha mejorado, a medida que han aumentado los progresos en las siguientes tecnologías:
- Ignición electrónica
- Sistemas de inyección de gasolina
- Unidad electrónica de control
- Sistema de escape

### Incremento en la eficiencia del vehículo
Las contribuciones al objetivo común de la reducción en el consumo y uso de gasolina y las emisiones del mismo tipo provienen de:
- Menor peso en los diseños de vehículos
- Menor resistencia al aire
- Reducción en la fricción de los rodamientos
- Mejora de la transmisión
- Incremento del spark to spark plug (este tema se trata junto con el sistema de ignición)
- Frenos re-generativos

Cada uno de estos aspectos se divide en varios factores.

### Incremento en la eficiencia de manejo
Disminuciones significativas de las emisiones se lograron mediante:
- Técnicas de conducción (reducción de entre 10% y 30%)
- Condiciones de tráfico sin obstrucciones
- Viajar a una velocidad continua que contribuye a la eficiencia del vehículo
- Reducción del número de inicios en condiciones frías

### Limpieza de las emisiones producidas
Los avances en la tecnología de los vehículos y el motor, reducen continuamente el volumen de polución generada; no obstante, esto es considerado insuficiente para cumplir en lo más mínimo con los límites de emisiones establecidas. Por lo tanto, las tecnologías de limpieza todavía tienen gran importancia y han sido esenciales por bastante tiempo como parte del control de emisiones.

#### Inyección de aire
Un sistema temprano en el control de emisiones, el reactor de inyección de aire, reduce los productos incompletos de la combustión (hidrocarburos y monóxido de carbono) por medio de la inyección de aire fresco dentro del múltiple de escape del motor. Con esto se pretende que la combustión ocurra también en la tubería de escape, para lo cual el aire es llevado a través de un "smog pump" manejado por el motor y dirigido hacia los colectores. Esta tecnología fue introducida en 1966 en el Estado de California y se practicó por varias décadas. No obstante, su uso ha ido siendo reemplazado por motores de combustión más limpia y mejores convertidores catalíticos.

#### Reciclaje y re-circulación de los gases de escape
Muchos motores producidos después de 1973 tienen una válvula de re-circulación de los gases entre el escape y el múltiple de admisión; su propósito es la reducción de las emisiones del Óxido de Nitrógeno introduciendo los gases del escape dentro de la mezcla de gasolina y gas, disminuyendo los picos de temperatura de combustión.
Alrededor de 1990, la División de Plantas de Energía de Jeep (2.5 y 4.0) eliminó el EGR (Exhaust Gas Recirculation).
Algunos otros motores también han abandonado el uso de sistemas de re-circulación de gases de escape, como por ejemplo el motor Ecotec desarrollado por General Motors, el cual alcanza los estándares de emisión de gases sin la necesidad del uso de EGR. En algunos casos, los tiempos de la válvula han sido configurados para retener gases de escape en la cámara de combustión, luego de descubrirse que el exosto puede hacer una función similar que el EGR.

#### Convertidores Catalíticos
Los convertidores catalíticos son dispositivos que se colocan en la tubería de escape con lo que se pretende convertir varias emisiones tóxicas en menos perjudiciales. Entre los elementos usados como catalizadores se incluyen platino, paladio y rodio. Los convertidores catalíticos han sido mejorados constantemente con los años y aportan una mejora significativa, además de práctica, en la reducción de emisiones de gases de escape.
Su otro efecto significativo en la polución es que son incompatibles con el uso de tetra-etil de plomo te como un octano que le da más energía a la combustión de la gasolina, haciendo así que estos sean más comunes en los automóviles. Las emisiones de plomo son altamente dañinas para la salud y su eliminación virtual ha sido uno de los éxitos más grandes en la reducción de emisiones que contaminan

## Control de emisiones de vapores tóxicos
Los esfuerzos en la reducción de emisiones de vapores nocivos incluyen la captura de vapores ventilados dentro del vehículo y la reducción de estos al momento de recargar combustible.

### Captura de los vapores expulsados
Dentro del vehículo, los vapores que se encuentran en el tanque son canalizados hacia recipientes que contienen carbón activo en vez de ser liberados a la atmósfera. Estos son conocidos como compartimentos de carbón activo. Los vapores son absorbidos dentro del recipiente, el cual alimenta el múltiple de admisión del motor. Cuando el vehículo se encuentra en movimiento, los vapores se desprenden del carbón y son dirigidos hacia el motor para volverse parte de la combustión.
La emisión de vapores nocivos en los vehículos está limitada por ley y forma parte de las revisiones que estos requieren. El límite actual en los Estados Unidos es de 2 gramos de HC por hora, el cual puede alcanzar la evaporación de un litro (1/4 de galón) en un mes.

### Reducción de las pérdidas en el momento del reabastecimiento de combustible
Todos los vehículos modernos poseen cuellos de filtración que en vez de solo ser un tubo dentro del tanque, como lo eran en versiones anteriores, ahora tienen un diámetro menor y una abertura de carga lo suficientemente grande para dejar paso a la boquilla del surtidor. Este dispositivo previene la filtración de vapores cuando la tapa del tanque es removida así como también evita que los catalizadores sean cargados con gasolina con plomo. Esto es acompañado por modificaciones en los surtidores de las estaciones de gasolina. Ahora están equipadas para absorber los vapores dentro de la bomba a medida que son remplazados por la gasolina. Algunos tienen aberturas de absorción en la cabeza del tubo mientras que otros tienen un caucho que hace presión sobre la boca del tanque del vehículo para evitar que los gases se escapen.
Los vehículos vendidos en Estados Unidos empezaron a ser equipados con un "sistema integrado de recuperación de gases durante la recarga" (onboard refuiling vapor recovery, ORVR) alrededor de 1997. Estos sistemas son diseñados para capturar los vapores que son desplazados por la gasolina entrante y evaporados por las altas temperaturas medioambientales presentadas dentro del recipiente de vapor del vehículo en vez de ser liberadas a la atmósfera. Este sistema hace que los sistemas de recuperación de los vapores en las estaciones de gasolina sean innecesarios.

## Pruebas de emisión de gases
En 1966, el primer ciclo de revisión sobre emisiones fue legislado en el Estado de California, Estados Unidos, dando parámetros para medir las emisiones del tubo de escape en PPM (partes por millón). La prueba más común usada hasta la década de 1980 fue la prueba de movimiento ausente (usualmente en dos velocidades) para luego ser reemplazada por el dinamómetro (La última variante conocida es la del modo de simulación acelerada, ASM (Accelerated Simulated Mode).
Las pruebas de ASM se utilizan para tres gases y no solo para dos como eran anteriormente; si una emisión de gases es más alta que las demás, el vehículo no aprueba. Usualmente, los vehículos de 10 000 GVW impulsados por gasolina están sujetos a las pruebas de ASM con la excepción de los vehículos de tracción múltiple (4WD). El Grupo de Trabajo Medioambiental usa en California información recogida de las pruebas de ASM para crear el Auto Asthma Index que cataloga los modelos de vehículos basados en emisiones de hidrocarburos y óxidos de nitrógeno, que son los químicos que generan smog.
Algunas ciudades también están usando una tecnología desarrollada por Donald H. Stedman, Profesor de Química en la Universidad de Denver, que consiste en tecnología láser para detectar emisiones mientras los vehículos transitan por las vías públicas, eliminando así la necesidad de ir a los centros de prueba.
El sistema de detección por láser de los gases de escape desarrollado por Stedman es el progenitor de dispositivos sensoriales remotos comúnmente usados en áreas metropolitanas.
A principios de la década de 1990, según el Acta de Cielos Limpios de 1990, se pusieron en práctica criterios mucho más estrictos y la EPA introdujo la prueba IM240. Alrededor de 35 de los 50 estados estadounidenses han implementado este criterio en la inspección y el mantenimiento vehicular, siguiendo el ejemplo de los Recursos de Aire de California.
Las leyes sobre las pruebas de emisión de gases contaminantes fueron reformadas en 1998 cuando fue aprobada la SB-42; un nuevo criterio implementado fue la excepción de rodamiento de chasis, lo que implica que los vehículos fabricados entre 1973 y 1998 están sujetos a la prueba de emisión. Esta ley fue revocada el año pasado por el gobernador de California Arnold Schwarznegger, estableciendo que estén sujetos a prueba los vehículos fabricados desde 1976 hasta ahora.
En Irlanda las pruebas de emisión están a cargo de la NCT. Se requiere una prueba bi-anual para vehículos probados y la anual DOE (Dep. of Environment o Departamento Ambiental) para vehículos comerciales.
En Japón se aprobó en los 90's la Ley NOx para reducir los contaminantes atmosféricos.
- (2006) Auto Asthma Index
- Schwartz, Joel (2003) No Way Back: Why Air Pollution Will Continue to Decline AEI Press, Washington D. C.
- en español
- https://web.archive.org/web/20111111141636/http://autoconsultorio.com/tecnologia-coches/valvula-egr-como-funciona/